# Primera División 1984/85
Die Primera División 1984/85 war die 54. Spielzeit der höchsten spanischen Fußballliga. Sie startete am 1. September 1984 und endete am 21. April 1985.
Der FC Barcelona wurde zum zehnten Mal spanischer Meister.

## Vor der Saison
- Als Titelverteidiger ging der 8-fache Meister Athletic Bilbao ins Rennen. Letztjähriger Vizemeister wurde Real Madrid.
- Aufgestiegen aus der Segunda División sind Hércules Alicante, Racing Santander und der FC Elche.

## Vereine
| Verein            | Stadt         | Stadion                        |
| ----------------- | ------------- | ------------------------------ |
| Hércules Alicante | Alicante      | Estadio José Rico Pérez        |
| FC Barcelona      | Barcelona     | Camp Nou                       |
| Español Barcelona | Barcelona     | Estadi Sarrià                  |
| Athletic Bilbao   | Bilbao        | Estadio San Mamés              |
| FC Elche          | Elche         | Estadio Manuel Martínez Valero |
| Sporting Gijón    | Gijón         | El Molinón                     |
| Real Madrid       | Madrid        | Estadio Santiago Bernabéu      |
| Atlético Madrid   | Madrid        | Estadio Vicente Calderón       |
| CD Málaga         | Málaga        | Estadio La Rosaleda            |
| Real Murcia       | Murcia        | La Condomina                   |
| CA Osasuna        | Pamplona      | Estadio El Sadar               |
| Real Sociedad     | San Sebastián | Estadio de Atotxa              |
| Racing Santander  | Santander     | Estadio El Sardinero           |
| Real Saragossa    | Saragossa     | La Romareda                    |
| Betis Sevilla     | Sevilla       | Estadio Benito Villamarín      |
| FC Sevilla        | Sevilla       | Estadio Ramón Sánchez Pizjuán  |
| FC Valencia       | Valencia      | Estadio Luis Casanova          |
| Real Valladolid   | Valladolid    | Estadio José Zorrilla          |

## Abschlusstabelle
| Pl. | Verein                 | Sp. | S  | U  | N  | Tore    | Diff. | Punkte |
| --- | ---------------------- | --- | -- | -- | -- | ------- | ----- | ------ |
| 1.  | FC Barcelona           | 34  | 21 | 11 | 2  | 069:250 | +44   | 53:15  |
| 2.  | Atlético Madrid        | 34  | 16 | 11 | 7  | 051:280 | +23   | 43:25  |
| 3.  | Athletic Bilbao (M, P) | 34  | 13 | 15 | 6  | 039:260 | +13   | 41:27  |
| 4.  | Sporting Gijón         | 34  | 13 | 15 | 6  | 034:230 | +11   | 41:27  |
| 5.  | Real Madrid            | 34  | 13 | 10 | 11 | 046:360 | +10   | 36:32  |
| 6.  | CA Osasuna             | 34  | 13 | 8  | 13 | 038:380 | ±0    | 34:34  |
| 7.  | Real Sociedad          | 34  | 11 | 12 | 11 | 041:330 | +8    | 34:34  |
| 8.  | Español Barcelona      | 34  | 11 | 12 | 11 | 040:440 | −4    | 34:34  |
| 9.  | FC Valencia            | 34  | 9  | 15 | 10 | 040:370 | +3    | 33:35  |
| 10. | Real Saragossa         | 34  | 11 | 11 | 12 | 039:390 | ±0    | 33:35  |
| 11. | Racing Santander (N)   | 34  | 10 | 12 | 12 | 027:340 | −7    | 32:36  |
| 12. | FC Sevilla             | 34  | 10 | 11 | 13 | 029:410 | −12   | 31:37  |
| 13. | Real Valladolid        | 34  | 7  | 16 | 11 | 039:450 | −6    | 30:38  |
| 14. | Betis Sevilla          | 34  | 11 | 8  | 15 | 037:430 | −6    | 30:38  |
| 15. | Hércules Alicante (N)  | 34  | 9  | 12 | 13 | 028:450 | −17   | 30:38  |
| 16. | CD Málaga              | 34  | 7  | 15 | 12 | 023:360 | −13   | 29:39  |
| 17. | FC Elche (N)           | 34  | 6  | 14 | 14 | 018:370 | −19   | 26:42  |
| 18. | Real Murcia            | 34  | 6  | 10 | 18 | 024:520 | −28   | 22:46  |

Platzierungskriterien: 1. Punkte – 2. Direkter Vergleich (Punkte, Tordifferenz, geschossene Tore) – 3. Tordifferenz – 4. geschossene Tore

| (M) | amtierender Meister              |
| (P) | amtierender Pokalsieger          |
| (N) | Neuaufsteiger der letzten Saison |

## Kreuztabelle
| 1984/85           | FC Barcelona | Atlético Madrid | Athletic Bilbao | Sporting Gijón | Real Madrid | CA Osasuna | Real Sociedad | Español Barcelona | FC Valencia | Real Saragossa | Racing Santander | FC Sevilla | Real Valladolid | Betis Sevilla | Hércules Alicante | CD Málaga | FC Elche | Real Murcia |
| ----------------- | ------------ | --------------- | --------------- | -------------- | ----------- | ---------- | ------------- | ----------------- | ----------- | -------------- | ---------------- | ---------- | --------------- | ------------- | ----------------- | --------- | -------- | ----------- |
| FC Barcelona      |              | 2:2             | 0:0             | 2:0            | 3:2         | 2:0        | 1:1           | 1:0               | 1:1         | 4:0            | 2:0              | 3:1        | 4:2             | 4:0           | 2:0               | 1:0       | 4:0      | 6:0         |
| Atlético Madrid   | 1:2          |                 | 0:0             | 0:0            | 0:1         | 3:0        | 2:1           | 2:2               | 2:3         | 0:1            | 2:1              | 1:1        | 2:0             | 2:0           | 1:0               | 3:0       | 1:0      | 2:1         |
| Athletic Bilbao   | 1:0          | 2:2             |                 | 2:0            | 0:0         | 5:0        | 1:1           | 2:1               | 3:2         | 0:3            | 1:0              | 0:0        | 1:1             | 1:1           | 4:1               | 4:1       | 0:0      | 1:0         |
| Sporting Gijón    | 2:2          | 2:1             | 1:1             |                | 1:1         | 1:0        | 1:0           | 1:0               | 1:1         | 0:2            | 0:0              | 2:0        | 1:3             | 1:1           | 4:0               | 2:0       | 2:0      | 1:0         |
| Real Madrid       | 0:3          | 0:4             | 2:2             | 0:0            |             | 1:0        | 1:1           | 4:1               | 1:0         | 1:2            | 3:0              | 1:2        | 2:0             | 3:2           | 0:1               | 0:0       | 6:1      | 5:0         |
| CA Osasuna        | 1:2          | 0:0             | 1:2             | 0:0            | 1:0         |            | 1:0           | 5:0               | 2:0         | 0:1            | 0:0              | 4:0        | 3:0             | 1:2           | 2:1               | 1:0       | 2:2      | 2:0         |
| Real Sociedad     | 0:0          | 0:4             | 1:2             | 0:0            | 0:3         | 0:2        |               | 2:0               | 4:1         | 2:1            | 0:0              | 5:1        | 0:0             | 0:1           | 4:0               | 0:1       | 2:0      | 4:0         |
| Español Barcelona | 0:0          | 0:0             | 1:0             | 2:2            | 2:0         | 1:0        | 1:3           |                   | 3:2         | 3:2            | 5:0              | 1:0        | 2:2             | 0:1           | 2:2               | 0:0       | 1:0      | 1:0         |
| FC Valencia       | 2:5          | 0:0             | 1:1             | 0:2            | 1:0         | 0:0        | 2:0           | 5:1               |             | 4:1            | 0:0              | 0:0        | 0:0             | 0:1           | 3:0               | 1:1       | 0:0      | 1:1         |
| Real Saragossa    | 2:4          | 1:1             | 1:0             | 2:0            | 0:2         | 1:2        | 1:2           | 1:1               | 2:2         |                | 0:0              | 4:1        | 1:1             | 0:0           | 0:1               | 0:0       | 1:0      | 3:0         |
| Racing Santander  | 0:0          | 1:2             | 1:0             | 1:0            | 0:0         | 5:0        | 1:0           | 1:3               | 1:1         | 1:1            |                  | 1:0        | 1:0             | 1:1           | 2:0               | 2:0       | 2:0      | 2:2         |
| FC Sevilla        | 2:2          | 2:4             | 3:0             | 0:1            | 1:0         | 1:2        | 0:1           | 0:0               | 0:0         | 2:1            | 0:0              |            | 0:2             | 1:0           | 2:0               | 2:0       | 1:1      | 0:0         |
| Real Valladolid   | 1:2          | 2:2             | 0:0             | 0:0            | 1:1         | 2:3        | 1:1           | 1:1               | 1:0         | 1:1            | 1:0              | 2:3        |                 | 3:1           | 3:1               | 1:1       | 1:2      | 1:1         |
| Betis Sevilla     | 1:2          | 0:1             | 0:2             | 1:2            | 4:1         | 3:1        | 0:0           | 3:1               | 1:3         | 2:0            | 1:2              | 1:2        | 1:1             |               | 1:0               | 0:1       | 2:0      | 0:2         |
| Hércules Alicante | 1:0          | 1:3             | 0:0             | 1:1            | 2:2         | 1:1        | 0:0           | 0:0               | 2:0         | 0:0            | 2:0              | 0:0        | 2:1             | 2:2           |                   | 1:1       | 1:0      | 2:1         |
| CD Málaga         | 1:2          | 1:0             | 0:1             | 0:0            | 1:1         | 2:1        | 1:3           | 1:1               | 0:0         | 2:0            | 2:0              | 0:1        | 3:1             | 1:1           | 1:1               |           | 0:0      | 0:0         |
| FC Elche          | 0:0          | 1:0             | 1:0             | 0:0            | 0:1         | 0:0        | 1:1           | 0:3               | 0:1         | 0:0            | 2:0              | 0:0        | 1:1             | 2:1           | 2:0               | 1:1       |          | 0:0         |
| Real Murcia       | 1:1          | 0:1             | 0:0             | 0:3            | 0:1         | 0:0        | 2:2           | 1:0               | 0:3         | 0:3            | 3:1              | 2:0        | 1:2             | 0:1           | 0:2               | 4:0       | 2:1      |             |

## Nach der Saison
Internationale Wettbewerbe
- 1. – FC Barcelona – Europapokal der Landesmeister
- 3. – Athletic Bilbao – UEFA-Pokal
- 4. – Sporting Gijón – UEFA-Pokal
- Titelverteidiger des UEFA-Pokals – Real Madrid – UEFA-Pokal
- 6. – CA Osasuna – UEFA-Pokal
- Gewinner der Copa del Rey – Atlético Madrid – Europapokal der Pokalsieger

Absteiger in die Segunda División
- 16. – FC Málaga
- 17. – FC Elche
- 18. – Real Murcia

Aufsteiger in die Primera División
- UD Las Palmas
- FC Cádiz
- Celta Vigo

## Pichichi-Trophäe
Die Pichichi-Trophäe wird jährlich für den besten Torschützen der Spielzeit vergeben.
| Pl. | Nat.        | Spieler         | Verein            | Tore |
| --- | ----------- | --------------- | ----------------- | ---- |
| 1   | Mexiko      | Hugo Sánchez    | Atlético Madrid   | 19   |
| 2   | Argentinien | Jorge Valdano   | Real Madrid       | 17   |
| 3   | Schottland  | Steve Archibald | FC Barcelona      | 15   |
| 4   | Frankreich  | Michel Pineda   | Español Barcelona | 14   |
|     | Argentinien | Mario Cabrera   | Atlético Madrid   | 14   |

## Die Meistermannschaft des FC Barcelona
| 1.           | FC Barcelona |
| FC Barcelona | - Tor: Urruti (33/-); Francisco Abellán (1/-) - Abwehr: Migueli (32/4); José Ramón Alexanko (32/3); Julio Alberto (32/1); Gerardo Miranda (28/3); Esteban Vigo (19/4); José Miguel Aranda (1/-); Alejandro Bueno (1/-); Juan Carlos Carreras (1/-); Antonio Padilla (1/-) - Mittelfeld: Bernd Schuster (32/11); Rojo (29/2); Víctor Muñoz (27/2); Ramón Calderé (22/3); Tente Sánchez (13/-); Pichi Alonso (6/-); Manolo (5/-); Periko Alonso (2/-); Josep Moratalla (2/-); Martín Domínguez (1/1); Luis Milla (1/1); Cristóbal (1/-); Jorge Durán (1/-); Miguel Retuerto (1/-) - Sturm: Steve Archibald (32/15); Francisco Carrasco (27/4); Marcos Alonso (18/4); Paco Clos (16/6); Manuel Lobo (1/1); Francisco López (1/-) - Trainer: Terry Venables |